# Liste der Baudenkmale in Wusterhusen
Die Liste der Baudenkmale in Wusterhusen ist eine vollständige Übersicht der denkmalgeschützten Bauten der Gemeinde Wusterhusen (Mecklenburg-Vorpommern) und ihrer Ortsteile. Grundlage ist die Denkmalliste des Landkreises Ostvorpommern mit dem Stand vom 30. Dezember 1996. 

## Baudenkmale nach Ortsteilen

### Gustebin
| ID | Lage               | Bezeichnung | Beschreibung | Bild     |
| -- | ------------------ | ----------- | --- | -------- |
|    | Dorfstraße (Karte) | Speicher    | Zweigeschossiger Speicher, mehrfach umgebaut und erweitert. Im Erdgeschoss sind Reste eines Feldsteinsockels zu erkennen, darüber wurden Backsteine verwendet. Die Giebel sind Teile des ersten Obergeschosses sind mit dunklen Hölzern verkleidet. Auf dem Dach befinden sich mehrere Gauben unterschiedlicher Größe und Form. | Speicher |

### Konerow
| ID | Lage                | Bezeichnung                                         | Beschreibung                                                                          | Bild                                                |
| -- | ------------------- | --------------------------------------------------- | ------------------------------------------------------------------------------------- | --------------------------------------------------- |
|    | Hauptstraße (Karte) | Gutshaus mit Stallspeicher (Flur 1; Flurstück 19/2) | Eingeschossiger Bau mit Fachwerk und Satteldach. Die rechte Hälfte ist grau verputzt. | Gutshaus mit Stallspeicher (Flur 1; Flurstück 19/2) |

### Wusterhusen
| ID | Lage                        | Bezeichnung                       | Beschreibung | Bild                              |
| -- | --------------------------- | --------------------------------- | --- | --------------------------------- |
|    | Bergstraße 1 (Karte)        | Wohnhaus                          | | Wohnhaus                          |
|    | (Karte)                     | Kirche                            | Gotische, einjochige Saalkirche aus Feldstein und Backstein, 1271 geweiht; Umbau zum dreischiffigen Langhaus im 15. Jh. mit Kreuzrippengewölbe und Triumphbogen; quadr. Westturm aus Backstein vom 15. Jh. mit spitzem Helm, Sakristeianbau mit Kuppelgewölbe.; Innen: Alte farbliche Innengestaltung 1972 erneuert, Taufstein vom 13. Jh., Schnitzaltar von um 1510/20, Kanzel vom 17. Jh., Orgel von 1842 vom Orgelbauer Buchholz | Kirche                            |
|    | (Karte)                     | Kriegerdenkmal 1914/1918          | | Kriegerdenkmal 1914/1918          |
|    | Wolgaster Straße 2 (Karte)  | Wohnhaus und Stall (Mühlenweg)    | | Wohnhaus und Stall (Mühlenweg)    |
|    | Wolgaster Straße 5 (Karte)  | Pfarrwitwenhaus mit Stall         | | Pfarrwitwenhaus mit Stall         |
|    | Wolgaster Straße 6 (Karte)  | Pfarrhaus mit Scheune und Brunnen | | Pfarrhaus mit Scheune und Brunnen |
|    | Wolgaster Straße 11 (Karte) | Wohnhaus                          | | Wohnhaus                          |
|    | Wolgaster Straße 12 (Karte) | Alte Schule mit Stall             | | Alte Schule mit Stall             |

## Quelle
- Bericht über die Erstellung der Denkmallisten sowie über die Verwaltungspraxis bei der Benachrichtigung der Eigentümer und Gemeinden sowie über die Handhabung von Änderungswünschen (Stand: Juni 1997; PDF, 934 kB)

- Karte mit allen Koordinaten:
- OSM |
- WikiMap